# Plăiețu
Plăiețu – wieś w Rumunii, w okręgu Prahova, w gminie Măneciu. W 2011 roku pozostawała niezamieszkana.